# Indo Silver Club
Singles de Daft Punk
Da Funk / Rollin' and Scratchin'
(1995) Around the World
(1997)
Pistes de Homework
Burnin'
(13) Alive
(15)
Indo Silver Club est le troisième single de Daft Punk extrait de l'album Homework. Il est sorti en 1996.
Indo Silver Club (Part Two) apparaît sur l'album Homework, en tant qu'Indo Silver Club.

## Composition
Indo Silver Club contient un sample de Hot Shot de Karen Young.

## Liste des titres
- 12” single

1. Indo Silver Club (Part One) - 3:53
2. Indo Silver Club (Part Two) - 4:37